# Epacris stuartii
Epacris stuartii är en ljungväxtart som beskrevs av Otto Stapf. Epacris stuartii ingår i släktet Epacris och familjen ljungväxter. Inga underarter finns listade i Catalogue of Life.